# Talok (Kresek)
Talok is een bestuurslaag in het regentschap Tangerang van de provincie Banten, Indonesië. Talok telt 6165 inwoners (volkstelling 2010).